# Companhia de Teatro Íntimo
A Companhia de Teatro Íntimo é uma companhia teatral brasileira, que se formou sob a direção de Renato Farias, em 2005, na cidade do Rio de Janeiro.

## Integrantes
Rafael Cardoso, Raphael Viana, Augusto Garcia, Caetano O'Maihlan, Thiago Mendonça, Fernanda Boechat, Bellatrix Serra, Gabriela Haviaras, Ana Paula Lima, Alexandre Piccini, Rafael Primo, Rodrigo Prado, Leticia Cannavale, Rafael Sieg, Márcio Mariante, Rafael Maia e Renato Farias.

## Peças
- 2005 - "Os dragões" [2]
- 2006 - "Veridiana e Eu"
- 2006 - "Cuidado com o cão"
- 2008 - "Histórias da democracia e Degustação Poética"
- 2010 - "Adélia" [3]
- 2012 - "Dorian" [4][5][6]
- 2013 - "A décima terceira voz"
- 2013 - "Erê, piá, curumim" [7]